# Паневље
Паневље је насељено место града Врања у Пчињском округу. Према попису из 2022. било је 159 становника (према попису из 1991. било је 215 становника).

## Демографија
У насељу Паневље живи 155 пунолетних становника, а просечна старост становништва износи 39,1 година (39,2 код мушкараца и 39,1 код жена). У насељу има 61 домаћинство, а просечан број чланова по домаћинству је 3,43.
Ово насеље је великим делом насељено Србима (према попису из 2002. године), а у последња три пописа, примећен је пад у броју становника.
|  |

| Демографија | Демографија | Демографија |
| Година      | Становника  | Становника  |
| ----------- | ----------- | ----------- |
| 1948.       | 308         |             |
| 1953.       | 293         |             |
| 1961.       | 251         |             |
| 1971.       | 239         |             |
| 1981.       | 238         |             |
| 1991.       | 215         | 215         |
| 2002.       | 209         | 210         |

| Етнички састав према попису из 2002.‍ | Етнички састав према попису из 2002.‍ | Етнички састав према попису из 2002.‍ | Етнички састав према попису из 2002.‍ | Етнички састав према попису из 2002.‍ |
| ------------------------------------ | ------------------------------------ | ------------------------------------ | ------------------------------------ | ------------------------------------ |
|                                      |                                      |                                      |                                      |                                      |
| Срби                                 | Срби                                 |                                      | 208                                  | 99,52%                               |
| непознато                            | непознато                            |                                      | 1                                    | 0,47%                                |

| Година пописа     | 1948. | 1953. | 1961. | 1971. | 1981. | 1991. | 2002. |
| ----------------- | ----- | ----- | ----- | ----- | ----- | ----- | ----- |
| Број домаћинстава | 55    | 53    | 50    | 52    | 57    | 59    | 61    |

| Број чланова      | 1  | 2  | 3 | 4  | 5  | 6 | 7 | 8 | 9 | 10 и више | Просек |
| ----------------- | -- | -- | - | -- | -- | - | - | - | - | --------- | ------ |
| Број домаћинстава | 11 | 14 | 4 | 14 | 10 | 6 | 1 | 0 | 1 | 0         | 3,43   |

| Пол    | Укупно | Неожењен/Неудата | Ожењен/Удата | Удовац/Удовица | Разведен/Разведена | Непознато |
| ------ | ------ | ---------------- | ------------ | -------------- | ------------------ | --------- |
| Мушки  | 83     | 18               | 58           | 7              | 0                  | 0         |
| Женски | 83     | 12               | 58           | 10             | 1                  | 2         |
| УКУПНО | 166    | 30               | 116          | 17             | 1                  | 2         |

| Пол    | Укупно                    | Пољопривреда, лов и шумарство | Рибарство                            | Вађење руде и камена | Прерађивачка индустрија       |
| ------ | ------------------------- | ----------------------------- | ------------------------------------ | -------------------- | ----------------------------- |
| Мушки  | 45                        | 19                            | 0                                    | 0                    | 12                            |
| Женски | 50                        | 25                            | 0                                    | 0                    | 9                             |
| УКУПНО | 95                        | 44                            | 0                                    | 0                    | 21                            |
| Пол    | Производња и снабдевање   | Грађевинарство                | Трговина                             | Хотели и ресторани   | Саобраћај, складиштење и везе |
| Мушки  | 0                         | 0                             | 1                                    | 0                    | 3                             |
| Женски | 0                         | 0                             | 5                                    | 0                    | 0                             |
| УКУПНО | 0                         | 0                             | 6                                    | 0                    | 3                             |
| Пол    | Финансијско посредовање   | Некретнине                    | Државна управа и одбрана             | Образовање           | Здравствени и социјални рад   |
| Мушки  | 0                         | 0                             | 1                                    | 1                    | 0                             |
| Женски | 0                         | 0                             | 1                                    | 2                    | 0                             |
| УКУПНО | 0                         | 0                             | 2                                    | 3                    | 0                             |
| Пол    | Остале услужне активности | Приватна домаћинства          | Екстериторијалне организације и тела | Непознато            | Непознато                     |
| Мушки  | 0                         | 0                             | 0                                    | 8                    | 8                             |
| Женски | 0                         | 0                             | 0                                    | 8                    | 8                             |
| УКУПНО | 0                         | 0                             | 0                                    | 16                   | 16                            |